# Coopersville
Coopersville é uma cidade localizada no estado americano de Michigan, no Condado de Ottawa.

## Demografia
Segundo o censo americano de 2000, a sua população era de 3910 habitantes.
Em 2006, foi estimada uma população de 4192, um aumento de 282 (7.2%).

## Geografia
De acordo com o United States Census Bureau tem uma área de
12,5 km², dos quais 12,5 km² cobertos por terra e 0,0 km² cobertos por água. Coopersville localiza-se a aproximadamente 201 m acima do nível do mar.

## Localidades na vizinhança
O diagrama seguinte representa as localidades num raio de 20 km ao redor de Coopersville.